# VfB Erfurt
VfB Erfurt was een Duitse voetbalclub uit Erfurt, Thüringen.

## Geschiedenis
De club werd opgericht in 1904 als FC Britannia Erfurt en speelde in de schaduw van de succesvollere stadsrivalen Erfurter SC 1895 en SpVgg 02 Erfurt. De club was aangesloten bij de Midden-Duitse voetbalbond en speelde vanaf 1907 in de Noord-Thüringse competitie. Nadat de resultaten veelal tegen vielen konden ze in 1912 samen met SV 1901 Gotha eerste eindigen in hun groep, echter had Gotha een beter doelsaldo waardoor het de titelfinale mocht spelen. 
Doordat Groot-Brittannië de vijand was in de Eerste Wereldoorlog namen de vele Duitse clubs met de naam Britannia een andere naam aan. Britannia Erfurt werd VfB 1904 Erfurt. In het eerste naoorlogse seizoen werden vijf competities verenigd tot één grote Thüringenliga, vanaf 1919 Kreisliga Thüringen. In 1922 werd de club tweede in zijn groep achter 1. SV Jena 03 en in 1923 achter SpVgg Erfurt. Na dit seizoen werd de Kreisliga ontbonden en werd de Noord-Thüringse competitie als Gauliga heringevoerd.
Na een plaats in de middenmoot en drie derde plaatsen kon de club in 1928 eindelijk de titel veroveren en dit met 6 punten voorsprong op ESC 1895. Hierdoor plaatste de club zich voor het eerst voor de Midden-Duitse eindronde. In de eerste ronde won de club na verlengingen met 5:3 van VfB Eisleben, maar in de tweede ronde verloor VfB van Chemnitzer BC en was uitgeschakeld. Het volgende seizoen miste de club de titel op een haar na. De volgende seizoenen zakte de club langzaam naar de subtop.
In 1933 kwam de NSDAP aan de macht in Duitsland en zij herstructureerden het voetbal. De Midden-Duitse bond en zijn 24 competities werden ontbonden en vervangen door de Gauliga Mitte en Gauliga Sachsen. Enkel de top twee uit Noord-Thüringen plaatste zich en de nummers drie en vier plaatsten zich voor de Bezirksklasse Thüringen. De overige clubs, waaronder VfB, bleven in de Noord-Thüringse competitie, die als Kreisklasse Nordthüringen nu de derde klasse ging vormen. In 1941 kon de club kampioen worden en promoveerde naar de Bezirksklasse. Hier werd de club laatste en degradeerde na één seizoen weer. 
Na de Tweede Wereldoorlog werden alle Duitse voetbalclubs opgeheven. De spelers sloten zich samen met spelers van SC 1895 aan bij het nieuwe SG Erfurt-West, het latere Rot-Weiß.
In 1998 kwam de club weer tot leven toen SV Optima Erfurt de naam veranderde in VfB Erfurt. In 2001 fuseerde deze club met Grün-Weiß 90 Erfurt en speelt nu onder de naam VfB Grün-Weiß Erfurt.

## Erelijst
Kampioen Noord-Thüringen
1928